# 2003年のバロンドール

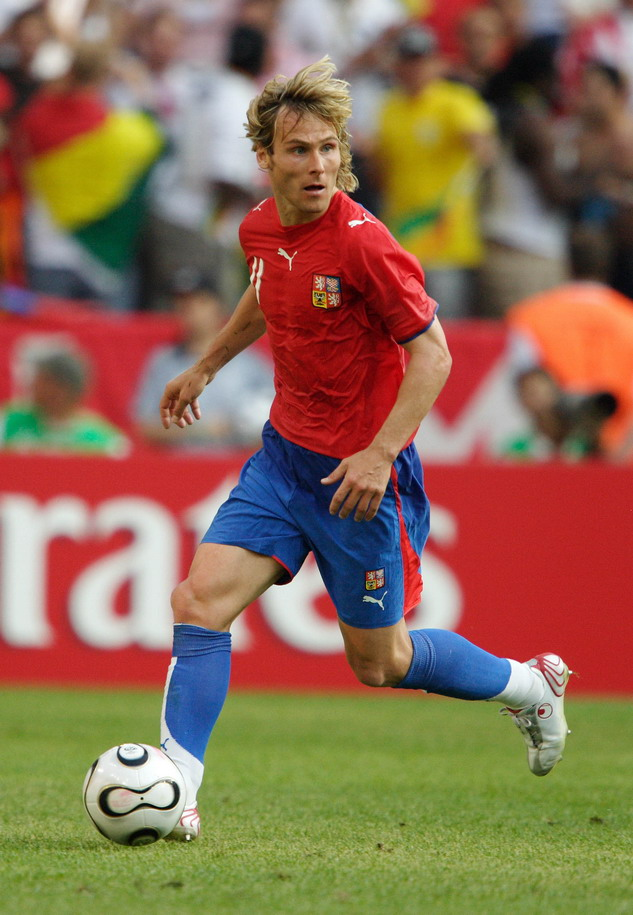
2003年のバロンドールを受賞したパベル・ネドベド

2003年のバロンドールは、欧州各国のスポーツジャーナリストの投票によってサッカーの欧州年間最優秀選手を決める賞で、ユヴェントスのパベル・ネドベド（チェコ）が受賞した。授賞式は2003年12月23日に行われた。

## 概要
ネドベドはチェコ国籍として初めての受賞者である（チェコスロバキア国籍としては1962年のヨゼフ・マソプストがいる）。ユヴェントス所属の受賞者は1961年のオマール・シボリ、1982年のパオロ・ロッシ、1983年と1984年と1985年のミシェル・プラティニ、1993年のロベルト・バッジョ、1998年のジネディーヌ・ジダンがおり、ネドベドは6人目の受賞者である。

## 結果
| 順位 | 選手                           | 国籍         | 所属クラブ                                        | ポイント |
| ---- | ------------------------------ | ------------ | ------------------------------------------------- | -------- |
| 1    | パベル・ネドベド               | チェコ       | ユヴェントス                                      | 190      |
| 2    | ティエリ・アンリ               | フランス     | アーセナル                                        | 128      |
| 3    | パオロ・マルディーニ           | イタリア     | ACミラン                                          | 123      |
| 4    | アンドリー・シェフチェンコ     | ウクライナ   | ACミラン                                          | 67       |
| 5    | ジネディーヌ・ジダン           | フランス     | レアル・マドリード                                | 64       |
| 6    | ルート・ファン・ニステルローイ | オランダ     | マンチェスター・ユナイテッド                      | 61       |
| 7    | ラウル・ゴンサレス             | スペイン     | レアル・マドリード                                | 32       |
| 8    | ロベルト・カルロス             | ブラジル     | レアル・マドリード                                | 27       |
| 9    | ジャンルイジ・ブッフォン       | イタリア     | ユヴェントス                                      | 19       |
| 10   | デビッド・ベッカム             | イングランド | マンチェスター・ユナイテッド / レアル・マドリード | 17       |
| 11   | ロナウド                       | ブラジル     | レアル・マドリード                                | 11       |
| 12   | ヘンリク・ラーション           | スウェーデン | セルティック                                      | 6        |
| 13   | アレッサンドロ・デル・ピエロ   | イタリア     | ユヴェントス                                      | 4        |
| 13   | ジーダ                         | ブラジル     | ACミラン                                          | 4        |
| 13   | ロイ・マカーイ                 | オランダ     | デポルティーボ / バイエルン・ミュンヘン           | 4        |
| 13   | アレッサンドロ・ネスタ         | イタリア     | ACミラン                                          | 4        |
| 13   | デコ                           | ポルトガル   | ポルト                                            | 4        |
| 18   | ニハト・カフヴェジ             | トルコ       | レアル・ソシエダ                                  | 3        |
| 18   | フランチェスコ・トッティ       | イタリア     | ASローマ                                          | 3        |
| 20   | ミヒャエル・バラック           | ドイツ       | バイエルン・ミュンヘン                            | 2        |
| 20   | ズラタン・イブラヒモビッチ     | スウェーデン | アヤックス                                        | 2        |
| 22   | フィリッポ・インザーギ         | イタリア     | ユヴェントス                                      | 1        |
| 22   | ヤン・コレル                   | チェコ       | ドルトムント                                      | 1        |
| 22   | アドリアン・ムトゥ             | ルーマニア   | パルマ / チェルシー                               | 1        |
| 22   | ロナウジーニョ                 | ブラジル     | パリ・サンジェルマン / バルセロナ                 | 1        |
| 22   | フランチェスコ・トルド         | イタリア     | インテル                                          | 1        |

以下の選手はノミネートされたもののポイントを得られなかった。
| 選手                       | 所属クラブ                                    |
| -------------------------- | --------------------------------------------- |
| パブロ・アイマール         | バレンシア                                    |
| ソル・キャンベル           | アーセナル                                    |
| イケル・カシージャス       | レアル・マドリード                            |
| クリスティアン・キヴ       | アヤックス / ASローマ                         |
| サミュエル・エトオ         | マヨルカ                                      |
| ルイス・フィーゴ           | レアル・マドリード                            |
| エウベル                   | バイエルン・ミュンヘン / オリンピック・リヨン |
| リュドヴィク・ジュリ       | ASモナコ                                      |
| オリバー・カーン           | バイエルン・ミュンヘン                        |
| パトリック・クライファート | バルセロナ                                    |
| ダルコ・コバチェビッチ     | レアル・ソシエダ                              |
| クロード・マケレレ         | レアル・マドリード / チェルシー               |
| マイケル・オーウェン       | リヴァプール                                  |
| ペドロ・パウレタ           | ボルドー / パリ・サンジェルマン               |
| ロベール・ピレス           | アーセナル                                    |
| ミチェル・サルガド         | レアル・マドリード                            |
| ポール・スコールズ         | マンチェスター・ユナイテッド                  |
| リリアン・テュラム         | ユヴェントス                                  |
| ハーテム・トラベルスィー   | アヤックス                                    |
| ダヴィド・トレゼゲ         | ユヴェントス                                  |
| パトリック・ヴィエラ       | アーセナル                                    |
| クリスティアン・ヴィエリ   | インテル                                      |
| シルヴァン・ヴィルトール   | アーセナル                                    |
| ジャンルカ・ザンブロッタ   | ユヴェントス                                  |